# یسوکه ناکانیشی
یسوکه ناکانیشی (به انگلیسی: Eisuke Nakanishi) بازیکن فوتبال اهل ژاپن و عضو تیم ملی فوتبال ژاپن است که در تاریخ ۰۷ سپتامبر ۱۹۹۷ میلادی اولین بازی ملی‌اش را انجام داد. او در ۱۴ بازی ملی حضور داشت و آخرین بازی ملی خود را در تاریخ ۲۰ نوامبر ۲۰۰۲ میلادی انجام داد. یسوکه ناکانیشی در بازی‌های ملی‌اش
گلی به ثمر نرساند.